# Urhobo (peuple)
Pour les articles homonymes, voir Urhobo.
Les Urhobo sont une population d'Afrique de l'Ouest vivant dans le sud du Nigeria, dans l'État du Delta. Souvent cultivateurs ou pêcheurs, ils sont liés aux Edo, leurs voisins.

## Ethnonymie
Selon les sources et le contexte, on observe différentes formes : Biotu, Sobo, Urhobos, Uzobo. Sobo est considéré comme péjoratif.

## Langue
Leur langue est l'urhobo, une langue bénoué-congolaise, dont le nombre de locuteurs était estimé à 546 000 en 1993.

## Culture

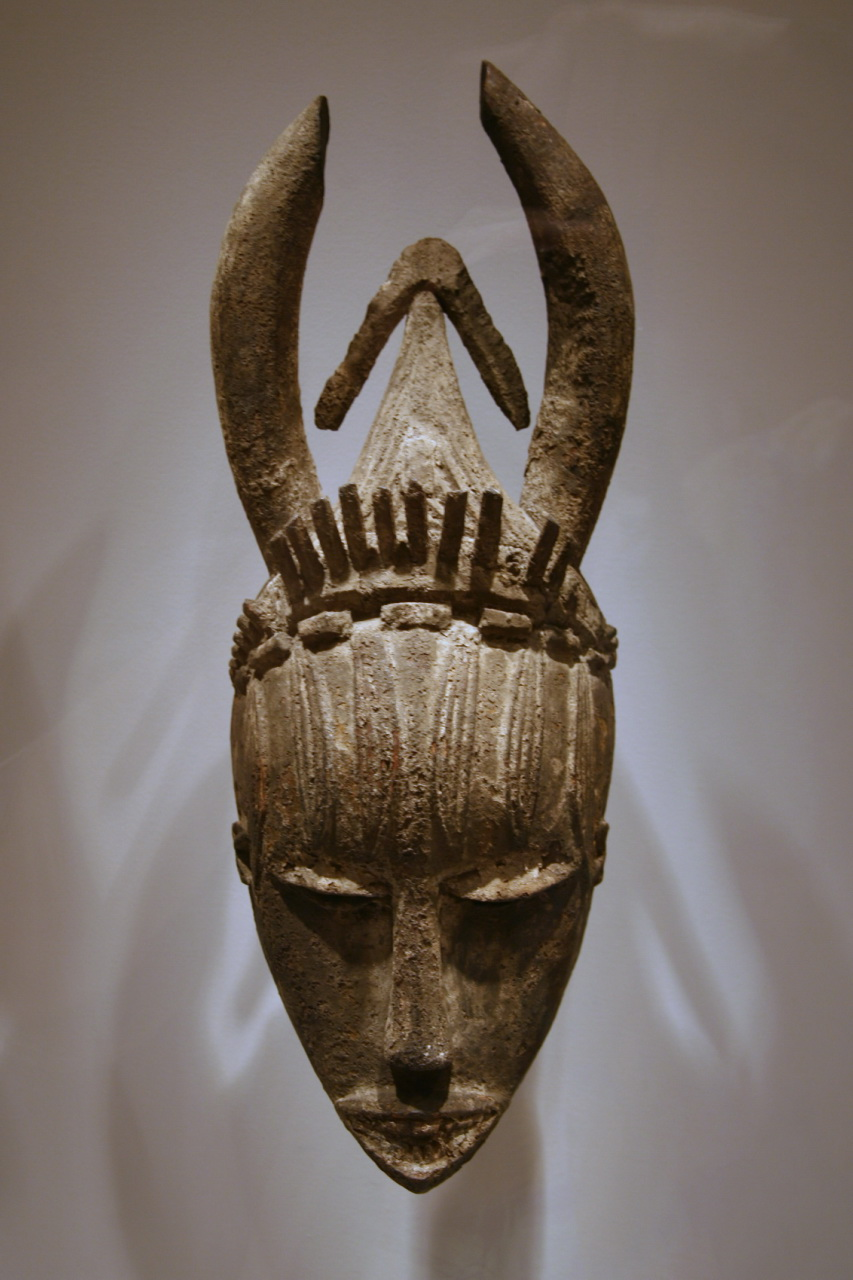
Masque
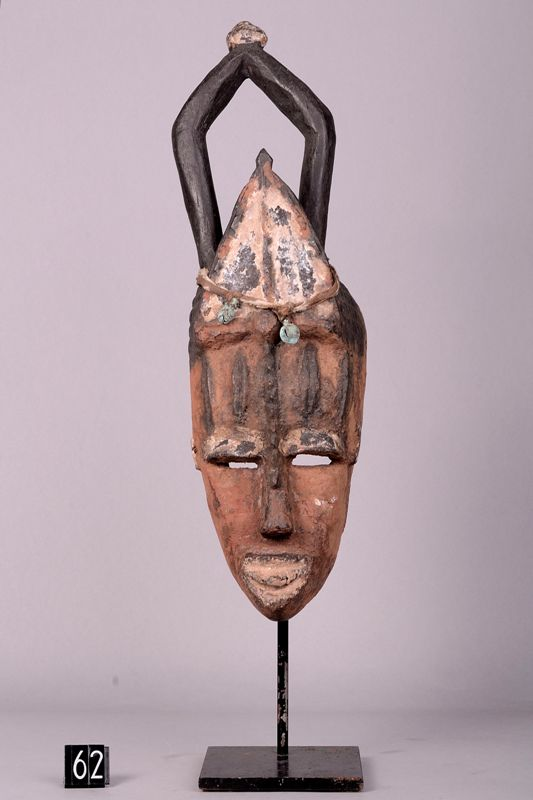
Masque facial Opha
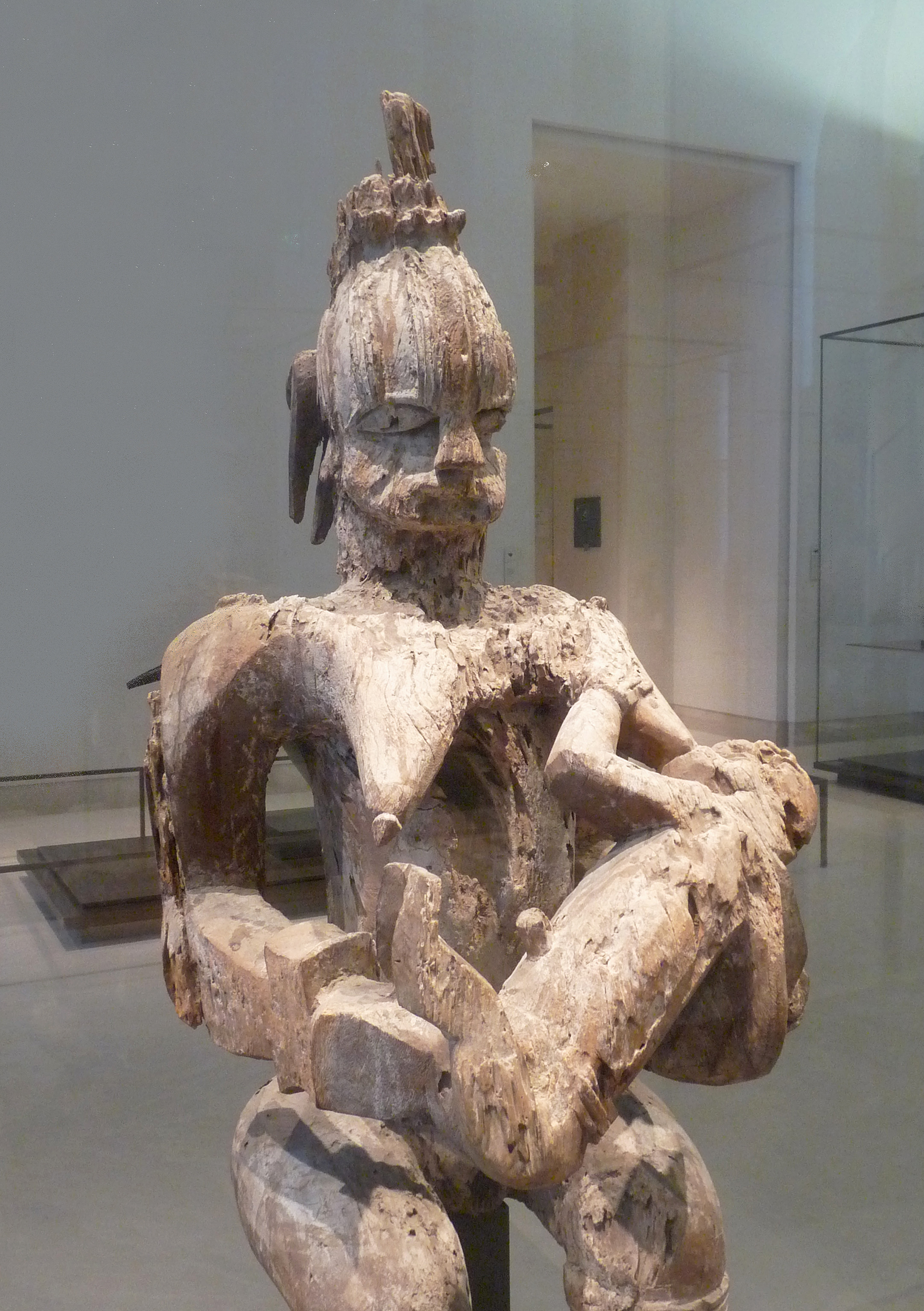
Sculpture en bois : figure de l'Emetejevwe
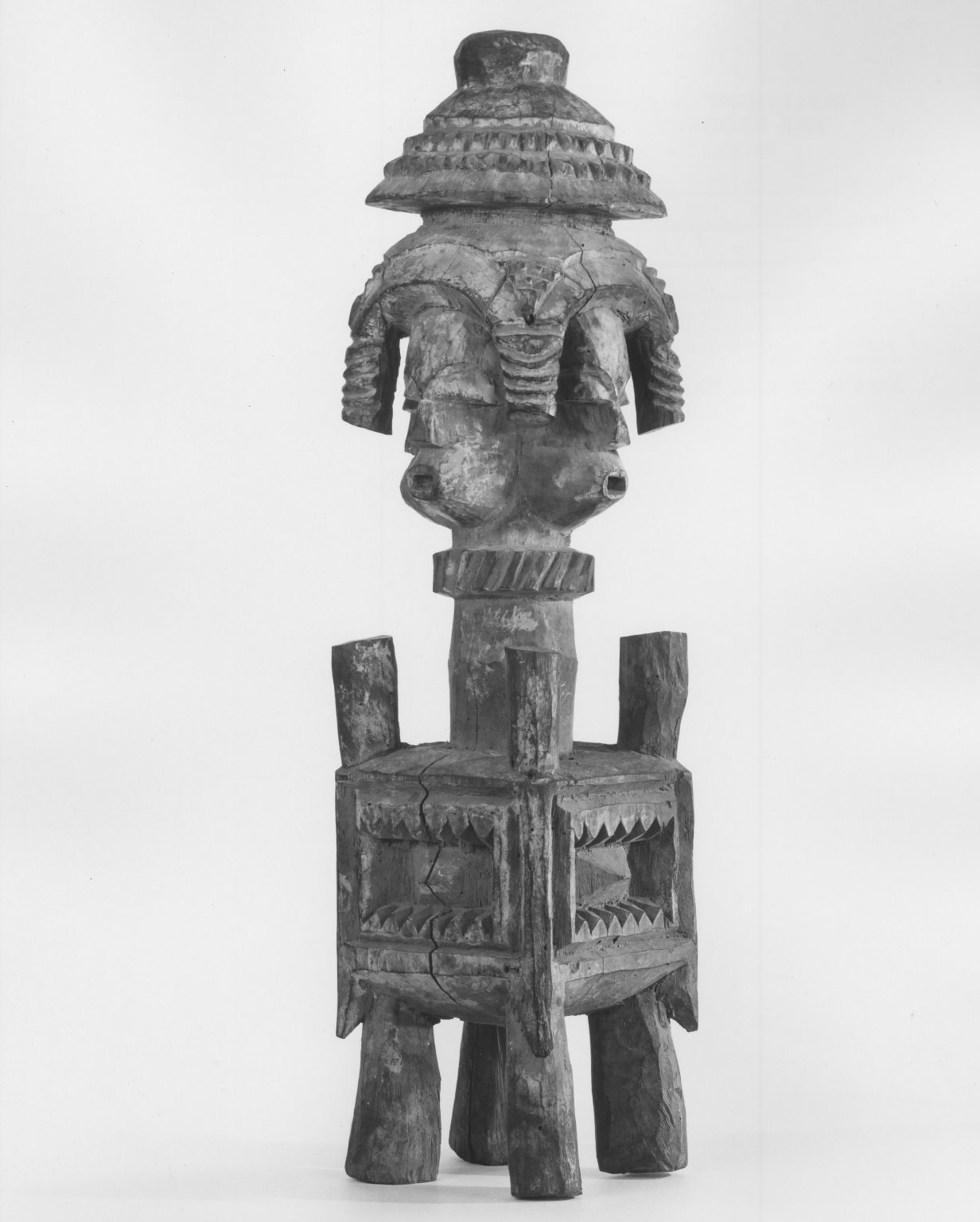
Ivwri